# Terry Jones
Terence Graham Parry Jones (Colwyn Bay (Wales), 1 februari 1942 – Londen, 21 januari 2020) was een Brits komiek, acteur, schrijver, regisseur en historicus.

## Biografie
Jones studeerde Engels aan de Universiteit van Oxford. Hij is beroemd geworden als een van de zes leden van de komediegroep Monty Python, die van 1969 tot 1974 op de BBC-televisie te zien was met Monty Python's Flying Circus. Ook in de speelfilms van de groep, waaronder Monty Python and the Holy Grail (1975), Monty Python's Life of Brian (1979) en Monty Python's The Meaning of Life (1983), had Jones als acteur, regisseur en scriptschrijver een groot aandeel. Zijn meest beruchte personage, de aan een buitenproportionele vorm van obesitas lijdende Mr. Creosote die gaat dineren in een stijlvol restaurant, is afkomstig uit Monty Python's The Meaning of Life.
Naast zijn werk met Monty Python schreef Jones verschillende andere film- en televisiescripts, boeken over de geschiedenis van de middeleeuwen en een groot aantal boeken voor kinderen.
In Nederland maakte Jones samen met de hoogleraar Theo Kocken de documentaire BoomBustBoom, over de oorzaken van de financiële crisis van 2008.

## Persoonlijk leven
In september 2016 werd bekend dat Jones leed aan dementie en als uitvloeisel daarvan primaire progressieve afasie, een hersenziekte die de spraak aantast.
Op 21 januari 2020 overleed Jones aan de gevolgen van dementie.
Monty Python-lid John Cleese reageerde op Twitter met de cynische woorden: "Two down, four to go" ("Twee zijn al weg, nog vier"), toen refererend aan Graham Chapmans overlijden uit 1989.

### Fictie
- Fairy Tales (1981)
- The Saga of Erik the Viking (1983) (Children's Book Award 1984)
- Nicobobinus (1985)
- The Knights and the Squire (1997)
- Douglas Adams's Starship Titanic (1997), een boek gebaseerd op het computerspel Starship Titanic van Douglas Adams

#### MetBrian Froud
- The Goblins of the Labyrinth (1986)
- Lady Cottington's Pressed Fairy Book (1994)
- The Goblin Companion: A Field Guide to Goblins (1996) (een verkorte versie van The Goblins of the Labyrinth, in een kleiner formaat en zonder de plaatjes)
- Strange Stains and Mysterious Smells: Quentin Cottington's Journal of Faery Research (1996)

### Non-fictie
- Chaucer's Knight: The Portrait of a Medieval Mercenary (1980, update 1994)
- Crusaders (1994, samen met Alan Ereira)
- Voorwoord voor The Quest for King Arthur van David Day (1995)

### Filmscripts
- And Now for Something Completely Different (1972) met Monty Python
- Secrets (1973) – voor televisie, met Michael Palin
- Monty Python and the Holy Grail (1975) met Monty Python
- Monty Python's Life of Brian (1979) met Monty Python
- Monty Python's The Meaning of Life (1983) met Monty Python
- Labyrinth (1986)
- Erik the Viking (1989)
- The Wind in the Willows (1996)